# وسام الصليب الجنوبي

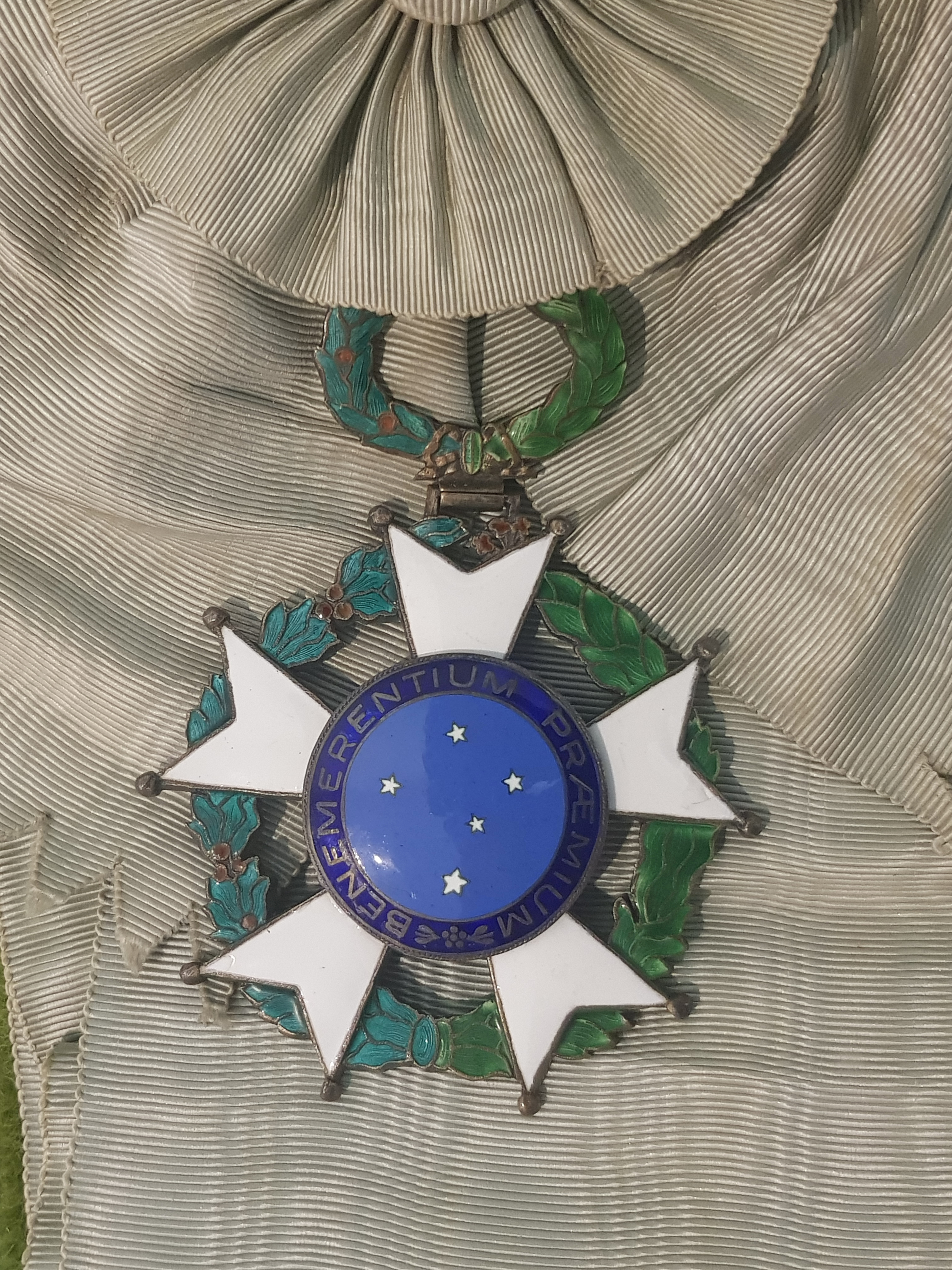
جراند كروس

وسام الصليب الجنوبي هو وسام برازيلي، أسسه الإمبراطور بيدرو الأول للبرازيل باسم النظام الوطني للصليب الجنوبي (بالبرتغالية: Ordem Nacional do Cruzeiro do Sul) كترتيب الفروسية البرازيلي في 1 ديسمبر 1822، للاحتفال بذكرى استقلال البرازيل في 7 سبتمبر 1822، ولتتويج بيدرو الأول في 1 ديسمبر 1822،  واشتق اسمه من الموقع الجغرافي للبلاد تحت كوكبة الصليب الجنوبي، وأيضًا في ذكرى الاسم - (أرض الصليب المقدس) - الذي أعطي للبرازيل بعد اكتشافها الأول من قبل الأوروبيين في عام 1500.

## الطبقات
| أشرطة الشريط | أشرطة الشريط | أشرطة الشريط | أشرطة الشريط | أشرطة الشريط | أشرطة الشريط  |
| ------------ | ------------ | ------------ | ------------ | ------------ | ------------- |
| فارس         | ضابط         | قائد         | ضابط كبير    | جراند كروس   | الياقة الكبرى |

## الحاصلون على الوسام

### الأجانب

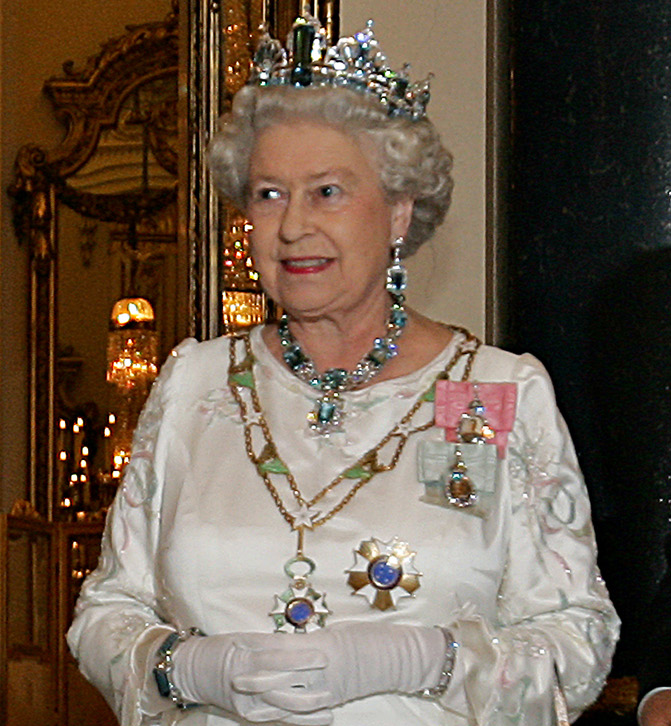
الملكة إليزابيث الثانية تعرض «الياقة الكبرى» ونجمة الوسام الوطني للصليب الجنوبي، مارس 2006

- 2021 - حمد بن عيسى آل خليفة (ملك البحرين الحالي) [4]
- 2021 - تميم بن حمد آل ثاني (أمير قطر الحالي) [4][5]
- 2021 - محمد بن زايد آل نهيان (ولي عهد إمارة أبوظبي الحالي) [4]
- 2021 - محمد بن راشد آل مكتوم (أمير دبي الحالي) [4]
- 2021 - خليفة بن زايد آل نهيان (الرئيس الحالي لدولة الإمارات العربية المتحدة) [4]
- 2021 - إيفان دوكي (الرئيس الحالي لكولومبيا) [6][7]
- 2018 - بنيامين نتنياهو (رئيس وزراء إسرائيل)
- 2017 - هوراسيو كارتيس (رئيس باراغواي) [8]
- 2017 - ستيفان زويغ (روائي وكاتب مسرحي وصحفي وكاتب سيرة ذاتية)، جائزة بعد وفاته [9]

- 2017 - موريسيو ماكري (رئيس الأرجنتين) [10]
- 2016 - روزين بليفنيليف (رئيس بلغاريا)
- 2015 - كريستينا فرنانديز دي كيرشنر (رئيسة الأرجنتين) [11]
- 2015 - إنريكي بينيا نييتو (رئيس المكسيك) [12]
- 2014 - خوليو دي فيدو (سياسي) [13]

- 2013 - خوسيه أنطونيو أبرو (عازف بيانو) [14]
- 2012 - إيمانويل ماكرون (الرئيس الحالي لفرنسا) [15]
- 2011 - جورجي بارفانوف (رئيس بلغاريا) [16]
- 2011 - ماريا أنجيلا هولغوين (وزيرة خارجية كولومبيا) [17]
- 2010 - بشار الأسد (رئيس سوريا)
- 2010 - ميشال سليمان (رئيس لبنان) [18]

- 2009 - نيكولا ساركوزي (رئيس فرنسا) [19]
- 2009 - أرتورو فالينزويلا (مساعد وزير الخارجية لشؤون نصف الكرة الغربي) [20]
- 2007 - أندرس فوغ راسموسن (رئيس وزراء الدنمارك) [21]
- 2007 - كارل السادس عشر غوستاف (ملك السويد) [22]
- 2007 - سيلفيا سومرلات (ملكة السويد) [22]
- 2007 - هنري (دوق لوكسمبورغ الأكبر) [23]
- 2007 - ماريا تيريزا (زوجة دوقة لوكسمبورغ) [23]
- 2006 - جاك ضيوف (دبلوماسي) [24]
- 2004 - جيمس شيروود (رجل أعمال) [25]
- 2004 - محمد السادس (ملك المغرب)
- 2003 - بياتريكس (ملكة هولندا) [26]
- 2003 - هارالد الخامس (ملك النرويج) [27]
- 2003 - سونيا هارالدسن (ملكة النرويج) [27]
- 2003 - ياسو تاناكا (حاكم ناغانو) [28]
- 2003 - آن هارتنس (عالم) [29]
- 2002 - إسماعيل كريسبو (أستاذ بجامعة مرسية، مورسيا، إسبانيا) [30]
- 2002 - ألكسندر كوازنيفسكي (رئيس بولندا) [31]
- 1999 - ألبرتو فوجيموري (رئيس بيرو) [32]

- 1999 - ألبرت فيشلو (أستاذ) [33]
- 1999 - جيوفاني سارتوري (عالم سياسي) [34]
- 1998 - ريكاردو سالغادو (مصرفي) [35]
- 1996 - جاك شيراك (رئيس فرنسا) [36]
- 1996 - أنطونيو غوتيريش (رئيس وزراء البرتغال)
- 1996 - ستيفان شميدهايني (رجل أعمال) [37]
- 1995 - رونالد فينيتيان (رئيس سورينام) [38]
- 1991 - صوفيا إسبانيا (ملكة إسبانيا)
- 1991 - خوان كارلوس الأول (ملك إسبانيا)
- 1990 - فاتسلاف هافيل (رئيس تشيكوسلوفاكيا) [39]
- 1990 - دايساكو إيكيدا (رئيس سوكا غاكاي) [40]
- 1987 - ماريو سواريس (رئيس البرتغال)
- 1984 - كيوشي سوميا (سفير اليابان)
- 1978 - تشارلز أمير ويلز (الوريث الظاهر للعرش البريطاني)
- 1976 - ماسايوشي أوهيرا (وزير المالية الياباني)
- 1976 - فاليري جيسكار ديستان (رئيس فرنسا) [41]
- 1975 - نيكولاي تشاوشيسكو (رئيس رومانيا)
- 1974 - مارجريت الثانية (ملكة الدنمارك)
- 1972 - هوغو بانزر (رئيس بوليفيا) [42]
- 1972 - الكسندر الثاني Karađorđevi (ولي عهد يوغوسلافيا)
- 1969 - نيل أرمسترونج (رائد فضاء) [43]
- 1969 - مايكل كولينز (رائد فضاء) [43]
- 1968 - إليزابيث الثانية (ملكة المملكة المتحدة وعوالم الكومنولث الأخرى)
- 1965 - محمد رضا بهلوي (شاه إيران)
- 1964 - شارل ديغول (رئيس فرنسا) [44]

- 1964 - فيليكس غرانت (مقدم إذاعي) [45]
- 1963 - بلاي كونيسكي (كاتب) [46]
- 1963 - إيفان روكافينا (جنرال بالجيش) [46]
- 1963 - جوزيب بروز تيتو (رئيس يوغوسلافيا)
- 1962 - الأمير فيليب دوق إدنبرة (قرين العاهل البريطاني)
- 1961 - تشي جيفارا (ثوري) [47]

- 1961 - يوري جاجارين (رائد فضاء)
- 1960 - ساريت ثانارات (رئيس وزراء تايلاند) [48]
- 1960 - بوميبول أدولياديج (ملك تايلاند)
- 1958 - هيلا سيلاسي (إمبراطور إثيوبيا)
- 1956 - ديفيد روكفلر (مصرفي) [49]
- 1956 - سوكارنو (رئيس إندونيسيا)
- 1955 - هيروهيتو (إمبراطور اليابان) [50]
- 1954 - دوايت أيزنهاور (القائد الأعلى للحرب العالمية الثانية، رئيس الولايات المتحدة)
- 1954 - فيرا وايزمان (زوجة حاييم وايزمان، أول رئيس لإسرائيل)
- 1952 - هيلين كيلر (ناشطة) [51]
- 1952 - إيفا بيرون (سيدة الأرجنتين الأولى) [52]
- 1946 - نيلسون روكفلر (مساعد وزير الخارجية لشؤون الجمهورية الأمريكية، ثم نائب رئيس الولايات المتحدة)
- 1944 - تشارلز ليون تشاندلر (مؤرخ) [53]
- 1944 - شيانغ كاي شيك (رئيس الحكومة الوطنية للصين)
- 1944 - إيرا سي إيكر (جنرال في القوات الجوية للجيش الأمريكي)
- 1944 - دوغلاس فيربانكس جونيور (ضابط بحري)
- 1940 - إليزار لوبيز كونتريراس (رئيس فنزويلا) [54]
- 1940 - روبرت بي ويليامز (طيار) [55]
- 1935 - جان باتن (طيار) [56]

- 1933 - إدوارد، أمير ويلز (لاحقًا إدوارد الثامن، ملك المملكة المتحدة ودول السيادة البريطانية، إمبراطور الهند)
- 1884 - نيكولاس الثاني (إمبراطور روسيا)
- 1878 - ويلهم الثاني (الإمبراطور الألماني وملك بروسيا)
- 1873 - كارلوس الأول (ملك البرتغال والغارف)
- 1867 - الأمير ألفريد (دوق ساكس كوبرغ وجوتا)
- 1866 - الكسندر الثالث (امبراطور روسيا)
- 1865 - ماكسيميليان الأول (إمبراطور المكسيك)
- 1864 - جاستون، كونت أي يو (أمير فرنسي)
- 1861 - لويس الأول (ملك البرتغال والغارف)
- 1855 - بيدرو الخامس (ملك البرتغال والغارف)
- 1852 - دومينغو فاوستينو سارمينتو (رئيس الأرجنتين)
- 1848 - إيزابيلا الثانية (ملكة إسبانيا)
- 1838 - فرناندو الثاني (ملك البرتغال والغارف)
- 1830 - فرانسيس الثاني والأول (إمبراطور روماني مقدس وإمبراطور النمسا)
- 1830 - ماري لويز (دوقة بارما، إمبراطورة فرنسا السابقة)
- 1830 - دومينغوس سيكويرا (فنان)
- 1826 - جون باسكو جرينفيل (أميرال) [57]
- 1826 - ماريا الثانية (ملكة البرتغال والغارف)
- 1823 - توماس كوكران، إيرل دوندونالد العاشر (أميرال) [58]

### برازيليون
- 1888 - أفونسو سيلسو، فيكونت أورو بريتو (رئيس وزراء البرازيل)
- 1876 - خوسيه بارانهوس، بارون ريو برانكو (دبلوماسي)
- 1870 - خوسيه بارانهوس، فيكونت ريو برانكو (رئيس وزراء البرازيل)
- 1866 - فرانسيسكو مانويل باروسو، بارون أمازوناس (أميرال)
- 1870 - ديودورو دا فونسيكا (مارشال)
- 1869 - مانويل لويس أوسوريو، ماركيز إرفال (مارشال)
- 1852 - مانويل ماركيز دي سوزا، عدد من بورتو أليغري (اللفتنانت جنرال)
- 1841 - لويس ألفيس دي ليما أي سيلفا، دوق كاكسياس (مارشال)
- 1841 - هونوريو هيرميتو كارنيرو لياو، ماركيز بارانا (رئيس وزراء البرازيل)
- 1837 - بيدرو دي أروجو ليما، ماركيز أوليندا (حاكم الإمبراطورية)
- 1824 - كارلوس فريدريكو ليكور، Viscount of Laguna (حاكم مقاطعة سيسبلاتينا)

### مدن
- 2016 - ميديلين (دعم مشرف بسبب حادث خطوط لاميا الجوية الرحلة 2933 [59]

### حسب الطبقة

#### ياقات كبرى
- أكيهيتو
- بشار الأسد
- بياتريكس ملكة هولندا
- أندرو بيرتي
- فيليبي كالديرون
- كارل السادس عشر غوستاف
- جاك شيراك
- فرانشيسكو كوسيغا
- إليزابيث الثانية
- شارل ديغول
- فاليري جيسكار ديستان
- هيلا سيلاسي
- هارلد الخامس
- فاتسلاف هافيل
- الدوق الأكبر هنري
- تيودور هويس
- خوان كارلوس الأول
- يوليانا ملكة هولندا
- ألكسندر كفاشنيفسكي
- ماوريسيو ماكري
- مارغريت الثانية ملكة الدنمارك
- محمد السادس بن الحسن
- محمد رضا بهلوي
- إنريكه بينيا نييتو
- روسن بليفنلييف
- ماريو سواريز
- رونالد فينيتيان

#### جراند كروس
- الأرشيدوق ألبرخت دوق تيشن
- ألبرت فيكتور دوق كلارنس وأفوندال
- ألكسندر الثالث
- ألفريد دوق ساكس كوبورغ وغوتا
- هنري أرنولد
- أوغست من ساكس-كوبرغ وغوتا
- يان بيتر بالكنإنده
- بودوان الأول ملك بلجيكا
- ماكسيمليان دو بوارنيه، دوق ليوتشتنبيرغ الثالث
- برنهارد أمير هولندا
- فريدرش فرديناند فون بويست
- كارلوس الأول ملك البرتغال
- ماريا كافاكو سيلفا
- الأرشيدوق كارل دوق تيشن
- تشارلز
- كارلو أزيليو تشامبي
- روهان دالوات
- جاك ضيوف
- إدوارد الثامن ملك المملكة المتحدة
- دوايت أيزنهاور
- فرديناند الأول إمبراطور النمسا
- فرديناند الثاني ملك البرتغال
- كريستينا فرنانديز دي كيرشنر
- فرانتس الثاني
- فرانسوا أورليان، أمير جوينفيل
- فاتسواف فرانكوفسكي
- فرانتس كارل أرشيدوق النمسا
- فريدرش الثالث
- فريدريك ولي عهد الدنمارك
- غاستون، كونت أو
- تشي جيفارا
- غوستاف الخامس ملك السويد
- غوستاف السادس أدولف
- أنطونيو غوتيريش
- هاكون ولي عهد النرويج
- والتر هالشتاين
- تاريا هالونن
- السير آرثر هاريس، البارونيت الأول
- الدوق الأكبر هنري
- هنريك أمير الدنمارك
- هيروهيتو
- جعفر بن عبد الرحمن
- يواكيم أمير الدنمارك
- كارل أنتوني، أمير هوهنتسولرن
- الأرشيدوق كارل لودفيغ من النمسا
- كنود أمير الدنمارك بالوراثة
- ليوبولد الأول ملك بلجيكا
- الأمير ليوبولد دوق ألباني
- لويس الأول ملك البرتغال
- لويس إيناسيو لولا دا سيلفا
- ماريا الثانية ملكة البرتغال
- ماريا تريزا، الدوقة العظمى للوكسمبورغ
- مارينا أميرة اليونان والدنمارك
- ماري أميرة الدنمارك
- ماكسيما ملكة هولندا
- ماكسيميليان إمبراطور المكسيك
- ميته ماريت ولية عهد النرويج
- ميغيل الأول ملك البرتغال
- نابليون الثالث
- نيقولا الثاني إمبراطور روسيا
- أوسكار الثاني ملك السويد
- جيورجي بارفانوف
- بيدرو الخامس
- إيفا بيرون
- فيليب دوق إدنبرة
- الأمير فيليب، كونت فلاندرز
- يوزف بيوسودسكي
- أندرس فوغ راسموسن
- رودولف
- نيكولا ساركوزي
- سيلفيا ملكة السويد
- الملكة صوفيا
- سونيا ملكة النرويج
- أحمد سوكارنو
- سارات ثانارارت
- فرانس تيمرمانز
- جوزيف بروز تيتو
- فيكتوريا
- فيلهلم الثاني
- فيلهلمينا ملكة هولندا
- فيلهلم الأول

#### ضابط كبير
- مارك وين كلارك
- تيم فيشر
- والاس إم. غريني
- إيمانويل ماكرون
- ويليام ر. مونرو
- هنري كونغور برات

#### قائد
- جيمس بيلينغتون
- شيانج كاي شيك
- إسماعيل كرسبو
- دوارتي دي فريتاس دو أمارال
- هنري كينت هيويت
- دايساكو إيكيدا
- كلود ليفي ستروس
- ديفيد روكفلر

#### ضابط
- جين باتن
- جيروم شامبين
- اونوريو ايرميتو كارنيرو ليو، ماركيز بارانا

#### فارس
- غونار رينغ أموندسين
- هارولد إل. جورج
- بيتر أوستينوف

#### غير معروف
- خوزيه آبرو
- كونراد أديناور
- بوميبول أدولياديج
- نيل آرمسترونغ
- هوغو بانزر
- خوسيه لويس مينا باريتو
- بياتريكس ملكة هولندا
- خوان كارلوس الأول
- هوراسيو كارتس
- نيكولاي تشاوتشيسكو
- تشارلز
- توماس كوكرين، إيرل دندونالد العاشر
- مايكل كولينز
- العازار لوبيز كونتريراس
- إليزابيث الثانية
- ديودورو دا فونسيكا
- ألبرتو فوجيموري
- يوري جاجارين
- فيليكس غرانت
- تاريا هالونن
- ماريا أنجيلا هولغوين
- جوناس إتش إنغرام
- إيزابيل الثانية ملكة إسبانيا
- هيلين كيلر
- بلاجه كونيسكي
- ماري لويز دوقة بارما
- ميديلين
- بنيامين نتنياهو
- ماسايوشي أوهيرا
- خوسيه بارانهوس، فيكونت ريو برانكو
- بيدرو الثاني إمبراطور البرازيل
- فيليب دوق إدنبرة
- نيلسون روكفلر
- دومينغو فاوستينو سارمينتو
- جيوفاني ساتورو
- جيمس شيروود
- الملكة صوفيا
- موريس سترونج
- ميشال سليمان
- ياسو تاناكا
- ليخ فاونسا
- فيرا وايزمان
- روبرت بي. وليامز
- شتيفان تسفايغ

## روابط خارجية
- Ordem Nacional do Cruzeiro do Sul - الموقع الرسمي لوزارة العلاقات الخارجية البرازيلية (البرتغالية)
- أوامر وأوسمة جميع الأمم لروبرت ويرليش وخوسيه لويز سيلفا برييس - بورتو أليغري - آر إس - البرازيل